# 日本の黒い夏─冤罪
『日本の黒い夏─冤罪』（にっぽんのくろいなつ えんざい）は、2000年制作の日本映画。松本サリン事件と通報者の冤罪をテーマにしたもの。第11回日本映画批評家大賞 作品賞受賞作。正式なタイトル表記は『日本の黒い夏［冤enzai罪］』。

## 概要
原作は、長野県松本美須々ヶ丘高等学校放送部制作のドキュメンタリービデオ作品『テレビは何を伝えたか』（第20回東京ビデオフェスティバル　日本ビクター大賞受賞）を元にした、平石耕一の戯曲『NEWS NEWS』。1994年6月27日に長野県松本市北深志地区で発生した松本サリン事件の第一通報者である河野義行に対する「長野県警察の強引な任意同行」と「報道機関の誤報による過熱取材」の実態を描いた作品である。
熊井には、自身の母親が理科教師を務めていた当時の長野高等女学校（現・長野県長野西高等学校）の校長に、河野義行の妻の祖父である河野齢蔵が就任していたという縁があった。そのため、幼少の頃に河野家に出入りしていた経験から同家の家風をよく知っており、当初より「河野は事件に関わっている疑いが濃厚である」とのマスコミ報道についても「シロ」ではないかと感じていたという。また、熊井の初監督作品『帝銀事件 死刑囚』での取材経験になぞらえて、犯行は極めて専門的な知識が必要であって「素人」では不可能である点や、確たる証拠がないまま容疑者を自白に追い込む警察の捜査手法が明らかになったことも、熊井を制作へ傾倒させる一因となった。構想以前から日活社長の中村雅哉から「社会性が濃厚で、文化的にもレベルが高い作品の構想を考えておいて欲しい」と依頼されていたこともあり、本作品の制作が決定した。
ロケは北深志地区を中心に行われ、サリンの発生源を検証するシーンで使われた池周辺や軒下の撮影は、河野家の自宅敷地内で行われた。
本編では、報道機関の第一通報者に対する取材が誇張されて描かれている箇所がある。一例として、聴取を終えた第一通報者が警察署から出てくる際に、マスコミに取り囲まれて車に乗り込めないかのようなシーンがあるが、実際は報道陣と警察との間に一定の取材規制が採られており、混乱することはなかった。

## ストーリー
1995年6月上旬、長野県松本市に住む高校生の島尾エミと山本ヒロは、松本サリン事件報道の検証ドキュメンタリーを制作していた。NHK長野放送局をはじめとするテレビ局が取材を拒否する中で、ローカルテレビ局「テレビ信濃」は取材に応じるという。報道部長の笹野、そして記者の浅川・圭子・野田の口から誤報につながった原因が語られた。
被疑者不詳の殺人事件として捜査していた長野県警松本警察署は、事件の第一通報者である神部俊夫の自宅を家宅捜索して薬品を押収する。その中に青酸カリがあったとの警察からのリーク情報から、マスコミは「青酸カリから毒ガスを発生させた」と一斉に報道するが、笹野は過去に誤報を伝えた経験から、裏付けが取れない以上は青酸ガス発生説の報道を取り止めるとの判断を下す。
その後毒ガスが「サリン」と断定。テレビ信濃では大学教授・藤島から得た「サリンは薬品をバケツで混ぜ合わせて簡単に作ることができる」との証言を放送したが…。

## キャスト
- 笹野誠：中井貴一
- 浅川浩司（コージ）：北村有起哉
- 野田太郎（ノロ）：加藤隆之
- 花沢圭子（ハナケイ）：細川直美
- 神部俊夫：寺尾聰
- 神部の妻：二木てるみ
- 吉田警部：石橋蓮司
- 永田威雄：北村和夫
- 鳥尾エミ：遠野凪子
- 山本ヒロ：斎藤亮太
- 藤島教授：藤村俊二
- 大出女医：根岸季衣
- 古屋教授：岩崎加根子
- 鈴木捜査一課長：梅野泰靖
- 小田営業課長：平田満
- 山川刑事：鴨川てんし
- 神部の長男：反田孝幸
- 神部の長女：皆川香澄
- 神部の次女：児玉真菜
- 佐山記者：佐藤健太
- 岡野記者：岡村洋一
- 宮本記者：三国一夫
- 柳田記者：笠兼三
- 武山記者：白鳥哲

ほか

## スタッフ
- 監督・脚本：熊井啓
- 製作総指揮：中村雅哉
- 協力：河野義行、永田恒治
- 音楽：松村禎三
- 音楽補：山本純ノ介
- 演奏：東京コンサーツ
- 撮影：奥原一男
- 照明：矢部一男
- 美術：木村威夫
- 監督補：鈴木康敬
- キャスティング：吉川威史
- スタント：ナンバーワンプロモーション、オフィスワイルド
- 音響効果：東洋音響カモメ
- 音楽録音：アバコスタジオ
- タイトル：マリンポスト
- 現像：IMAGICA
- 後援：松本市、松本市教育委員会
- 製作者：豊忠雄
- 企画：猿川直人
- プロデュース：福田豊治、新津岳人
- 製作・配給：日活

## 備考
- 本作を出品した2001年の第51回ベルリン国際映画祭において、熊井は同映画祭の特別功労賞（ベルリナーレ・カメラ（ドイツ語版））を受賞した。
- 第11回日本映画批評家大賞では本作が作品賞、遠野凪子が新人賞、製作総指揮を担当した中村雅哉が特別賞を受賞した。
- 本作において登場する「テレビ信濃」は、映画公開当時のテレビ信州本社（現在は松本総局）が舞台となっている。また、本作品の下敷きとなったドキュメンタリービデオ作品に参加したうちの1人が後年同局に記者として入社。事件発生から20年となる2014年6月に「足跡 松本サリン事件20年」を製作し、日本テレビ系列『NNNドキュメント』にて放送された[3]。